# Шаріфат Мекки
Шаріфат Мекки або Мекканський (Хиджазький) шаріфат (967 —1925 роки) — держава на заході Аравійського півострова зі столицею у місті Мекка, що утворилася в ранньому Середньовіччі. Мала теократичний характер. Час від час влада шарифів Мекки поширювалася на весь Хиджаз. З 965 до 1069 року правила династія Мусавидів, з 1069 до 1201 року в шаріфаті панували представники роду Хашимі ібн Хашимі (Молодших Хашимідів), з 1201 до 1925 рік — династія Катадидів.
Разом з тим час від час потрапляла під зверхність більш могутніх держав: у 978—1058 роках — Фатимідського халіфату, 1058—1062 роках — держави Сельджукидів, 1063—1067 та 1070—1080 роках — держави Сулайхидів, 1171—1202, 1220—1229, 1240—1260 роках — Аюбидів, 1260—1517 роках — Мамлюцького султанату, 1517—1802 роках — Османської імперії, 1802—1813 роках — Дірійського емірату, 1813—1840 роках — держави Мухаммеда Алі, 1840—1917 роках — османської імперії. Лише у 1918 році остаточно шаріфи здобули незалежність, створивши королівство Хиджаз. Проте у 1925 році його було захоплено Саудідами, що створили Саудівську Аравію.

## Історія

### Під владою Фатимідів
Протягом перших трьох століть історії ісламу Мекка управлялася намісниками халіфів. Після розпаду Аббасидського халіфату вона ненадовго перейшла під владу табаристанських Хасанідів, а потім тут утвердилася влада Алідів — нащадків четвертого правовірного халіфа Алі ібн Абу Таліба. З середини Х століття вони отримали титул шаріфів. Відлік шарифів ведеться з Абу-Джафара, який прийняв владу близько 967 року, в той час коли Хиджаз знаходився в сфері впливу єгипетських Фатимидів. Він став засновником династії Мусавидів.
У 976 році шариф спробував позбутися від залежності, але це йому не вдалося. Фатімідський халіф Абу Мансур аль-Азіз припинив підвезення товарів зі своєї країни, і мекканці, що знаходилися в сильній залежності від єгипетського харчування, змушені були знову визнати його владу.

### Під владою Сельджукідів та Сулайхидів
Після послаблення Фатимідів наприкінці 1040-х років та захоплення Палестини й Сирії військами сельджукидів у 1058 році Мекканський шарифат визнав зверхність Великих Сельджуків. У 1061 році помер шаріф Шукрі, що не залишив спадкоємця чоловічої статі. Це мало для Мекки згубні наслідки. Владу захопив представник іншої гілки Алідів — Хамза ібн Ваххас. При ньому в місті відбувалися постійні заворушення і зловживання.
У 1063 році Хиджаз підкорився еміру Ємену Алі з династії Сулайхидів, який відновив у Мецці порядок і безпеку. Того ж року він оголосив шаріфом Абул-Хашима ібн Мухаммеда, який став засновником нової шарифської династії Молодших Хавашімідів. Втім невдовзі Мекка стало місцем боротьби між Наджахідами та Сулайхидами, в результаті чого у 1067 році перші встановили зверхність над шаріфатом. Втім до 1070 року тут знову запанували сулайхиди.
У 1080 році мекканці вийшли з підпорядкування Ємену. Нащадкам Абу Хашима доводилося постійно маневрувати між Фатимідами і Аббасидами, яких підтримували Сельджукиди. Не раз траплялося так, що в хутбі поминалося ім'я того правителя, який надіслав більше грошей.
У 1080 році було визнано зверхність Сирійського султанату. У 1095 році Мекканський шаріфат знову визнав зверхність Фатімідського халіфату. Втім після Першого хрестового походу, що завершився 1099 року захопленням Єрумалиму шаріфи Мекки здобули незалежність.

### Час незалежності
За шаріфа Ібн Абул-Хашим аль-Талаба держава стає самостійною. Втім про час (1098—1172 роки), коли Мекканський шаріфат не підлягав жодній з сусідніх країн, відомо замало.  Знано лише, що він зміг встановити владу на більшості земель Хиджазу. Цьому також сприяла боротьба за владу в Єгипті та Ємені. В цей час Мекканський шаріфат стає важливим зв'язком між південною Аравією та Єгиптом, Єменом і Палестиною. В цей час панувала династія Хашимідів. З 1101 до 1201 року її представники вели постійну боротьбу між собою за владу, внаслідок чого низка з них обіймали трон 2-3 рази.

### Під владою Аюбидів
Період відносної незалежності Мекки закінчився в 1172, коли сюди прибув Туран-шах — брат єгипетського султана Салах ад-Діна, що прямував на завоювання Ємену. Тоді в Хиджазі було визнано зверність єгипетського султана з династії Аюбидів. У 1201 році Мекканський шаріфат було захоплено представником іншої гілки Алідів — Абу Азізом Катада, який заснував нову династію. Він мріяв перетворити Хиджаз в сильну незалежну державу і проводив незалежну по відношенню до Єгипту політику. Після смерті Катади при владі встав його син Хасан, також мріяв про незалежність. Проте єменський султан Салах ад-Дін Юсуф аль-Масуд поклав кінець його задумам. При ньому Мекка була поставлена під прямий контроль єменських військовиків, але відразу після його смерті 1229 року влада повернулася до шарифів. Особливо зміцніла вона в довге правління онука Катади — Мухаммеда Абуд-Нубаджа. Втім, навіть при ньому шариф вважався васалом султанів Єгипту.

### Васал мамлюків Єгипту
З утворенням у 1260 році Мамлюцького султанату держава шарифів підкорилася новим правителем без спротиву. У другій половині XIV ст. точилася запекла боротьба за Мекканський шаріфат між різними претендентами на владу. Особливо багато політичних заворушень було при шарифі Алджані. Його син Хасан, який прийняв владу в 1396 році знову навів порядок і спробував підкорити собі весь Хіджаз. З трьох його синів, які сперечалися про владу, мамлюцький султан Фарадж обрав спадкоємцем Бараката. 1407 року він став співправителем батька, а 1426 році — одноосібним правителем Мекки. Він безумовно визнавав владу султана, який тримав в Мецці постійну залогу під командуванням свого еміра.

### Перше османське панування
Після завоювання в 1517 році Єгипту османськими військами Мекканський шарифіт визнав зверхність Османської імперії, проте шаріфи зберегли певну самостійність. В подальшому підпорядковувалися султанському уряду напряму, звідки отримували грошову допомогу. Деякий спадкоємці влади шарифів навчалися у Стамбулі. Втім у військових справах змушені були підкорятися бейлербеям (потім пашам) Абісинського бейлербейства (еялету). У 1680-х років в шаріфаті затвердила лінія Зайда з роду Катадидів династії Хашимідів. У 1770 році підкорилася війську мамлюкского бея Алі аль-Кабіра, що захопив владу в Єгипті. У 1773 році після повалення останнього та відновлення султанської влади в Єгипті Мекканський шаріфат знову визнав владу Османів.

### Під зверхністю Саудідів
У 1802 році захоплено військами дірійського емірату під проводом еміра Сауда II бен Абд-аль-Азіза. Останній був послідовником ваххабізму — радикальної течії в ісламі, відкидав будь-які нововведення в релігії і засуджував розкіш. Ваххабіти навели порядок на дорогах Хиджаза, скасували багато податків і припинили побори з боку місцевих чиновників, але скоротили контакти Мекканського шаріфату з мусульманами інших країн, через що постраждала торгівля і сильно скоротилася кількість прочан до Мекки. Це викликало значне невдоволення.

### Під зверхністю Мухаммеда Алі
У 1805 році султан Махмуд II визнав хедивом Єгипту Мухаммеда Алі і доручив того привести Аравію до покірності. У 1811 єгипетська армія під командуванням Тусуна, сина Мухаммеда Алі, вторглася в Хіджаз. За підтримки турецького султана до початку 1813 року єгиптяни звільнили Хиджаз разом з Меккою, а потім захопили і Неджд. У 1837 році в Мецці був заснований орден Сенусійя (сенусітов).

### Друге османське панування
У 1840 році після поразки у війні проти османської імперії та її європейських союзників єгипетські війська змушені були залишити Аравію. Мекканський шаріфат знову повернувся під безпосередню владу Османської імперії. Турки, які жили в Хіджазу, перебували під юрисдикцією османського губернатора, а араби підпорядковувалися шаріфу.
Протягом 1850—1880-х років точилася боротьба за владу в Мекканському шаріфаті між представниками гілки Зайдидів та родом Аун з гілки Абадилідів. Ця запекла боротьба дозволила поступово османським військовикам та урядовцям зміцнити владу в Хиджазі та самій Мецці, оскільки в султанських чиновниках жителі вбачали запоруку спокою. У 1872 році Хиджаз перетворився на вілайєт. З цього часу влада шарифів стало значно обмеженою. Так в самій Мецці шарифи мали війська кількістю 500 вояків, тоді як турецька залога становила 4 тис. вояків. Тому загони шарифів були змушені брати участь у всіх бойових діях в Аравії, чим сприяли збереженню влади османських султанів. У 1910—1911 роках війська Мекканського шарифату брали участь у придушенні повстання і асірському санджаку частині Єменського вілайєту).
Після Молодотурецької революції 1908 року в Мекку було призначено нового шарифа — Хусейна бін Алі. Він довго жив в Стамбулі в якості почесного бранця і вважався людиною, відданою султану. З початком Першої світової війни Велика Британія як противник Османської імперії вирішила скористатися антитурецькими настроями в Хиджазі, підбурюючи до повстання шарифа Хусейна. Англійці пообіцяли надати йому підтримку і визнати незалежність арабів у всіх районах, що лежать в межах, запропонованих шарифом Мекки. Між Великою Британією і Мекканським шарифатом було укладено формальний договір про протекторат, за яким шариф відмовлявся від самостійності у зовнішньополітичних питаннях.

### Нетривала незалежність
5 червня 1916 року Хусейн оголосив незалежність Мекки та Хиджазу, а 10 червня, побоюючись нападу турків, підняв повстання. Британці допомогли йому зброєю. Протягом літа 1916 року Хусейн зайняв всі великі міста Хиджаза, окрім Медіни, а в жовтні оголосив себе королем арабів. У січні 1917 року Велика Британія та Франція визнали Хусейна королем Хиджазу.
Нащадки Хусейна носили титули королів Хиджазу та шаріфів Мекки. Таким чином Мекканський шаріфат зберіг свій статус. У 1925 році після поразки у війні проти Саудідів Мекку були захоплено, Мекканський шаріфат ліквідовано, а Хиджаз об'єднано з Недждом у єдине королівство.

## Адміністрація
В часи більш-менш самостійного володарювання уся влада в шаріфаті належала шаріфам, що здійснювали військові походи, були вищою судовою інстанцією, призначали на державні посади, збирали податки. Разом з тим значною вагою користувалися улеми, з якими шаріфирадилися зі складних питань. Під час османського панування в обов'язки шарифа входила захист міст і їх околиць, забезпечення безпеки паломників, що здійснюють хадж.

### Шаріфи
- Мухаммед Абу-Джафар аль-Талаб (967—980)
- Іса ібн Джафар (980—994)
- Абу'л-Фатах аль-Хасан (994—1039)
- Шукр ул-Дін (1039—1061)
- Хамза ібн Ваххас (1061—1063)
- Абул-Хашим ібн Мухаммед (1063—1094)
- Ібн Абул-Хашим аль-Талаб (1094—1123)
- Фулайта ібн Касим (1123 –  1133)
- Хашим ібн Фулайта (1133-1155)
- Касим ібн Хашим (1155–1161), вперше
- Іса ібн Фулайта (1161 – 1162), вперше
- Касим ібн Хашим (1162), вдруге
- Іса ібн Фулайта (1162 – 1170), вдруге
- Малік ібн Фулайта (1170)
- Іса ібн Фулайта (1170 – 1175), втретє
- Дауд ібн Іса (1175—1176), вперше
- Мукатір ібн Іса (1176), вперше
- Дауд ібн Іса (1176 – 1177), вдруге
- Мукатір ібн Іса (1177 – ?), вдруге
- Дауд ібн Іса (? – 1191), втретє
- Мукатір ібн Іса (1191 – 1201), втретє
- Катада ібн Ідріс аль-Алаві аль-Хасані (1201—1220)
- Ібн Катада аль-Хашимі (1220—1241)
- Абу'л-Саад аль-Хасан (1241—1254)
- Мухаммед Абул-Нубадж (1254—1301)
- Румайта Абул-Рада (1301—1346)
- Адлжан Абул-Сардж (1346—1375)
- Ахмад ібн Аджлан (1375—1386)
- Інан ібн Мугаміс (1386—1390)
- Алі ібн Аджлан (1375—1394)
- Мухаммад ібн Аджлан (1394—1396)
- Хасан ібн Аджлан (1396—1425)
- Баракат I (1425—1455)
- Малік аль-Аділ Мухаммад ібн Баракат (1455—1497)
- Баракат II (1497—1525)
- Мухаммад Абу Нумадж Назім ад-Дін (1525—1583)
- Аль-Хасан III (1583—1601)
- Ідріс Абу Аун ібн Хасан (1601—1610)
- Мухсін ібн Хусейн (1610—1628)
- Ахмад ібн Абд аль-Муталіб (1628—1629)
- Масуд ібн Ідріс (1629—1630)
- Абдулла ібн Хасан (1630—1631)
- Зайд ібн Мухсін (1631—1666)
- Саад ібн Зайд (1666—1672)
- Ахмад ібн Зайд (1669—1671)
- Мухсін ібн Ахмад (1667—1668)
- Хамуд ібн Абдулла ібн Хасан (1670)
- Баракат III (1672—1682)
- Ібрагім ібн Мухаммед (1682)
- Саїд ібн Баракат (1682—1683)
- Ахмад ібн Зайд (1684—1688)
- Ахмад ібн Галіб (1688—1690)
- Мухсін ібн Ахмад (1689—1690)
- Мухсін II ібн Хусейн (1690—1691)
- Саїд II ібн Саад (1691—1694)
- Саад ібн Зайд (1693—1694)
- Абдулла II ібн Хашим (1694)
- Саад ібн Зайд (1694—1702)
- Саїд II ібн Саад (1702—1704)
- Абдул Мухсін ібн Ахмад (1704)
- Абдул Карим ібн Мухаммед (1704—1705)
- Саїд II ібн Саад (1705)
- Абдул Карим ібн Мухаммед (1705—1711)
- Саїд II ібн Саад (1711—1717)
- Абдалла III ібн Саїд (1717—1718)
- Алі ібн Саїд (1718)
- Яґ'я ібн Баракат (1718—1719)
- Мубарак ібн Ахмад (1720—1722)
- Баракат ібн Яґ'я (1722—1723)
- Мубарак ібн Ахмад (1723—1724)
- Абдулла III ібн Саїд (1724—1731)
- Мухаммед ібн Абдулла (1731—1732)
- Масуд ібн Саїд (1732—1733)
- Мухаммед ібн Абдулла (1733—1734)
- Масуд ібн Саїд (1734—1752)
- Масад ібн Саїд (II) (1752—1759)
- Джафар ібн Саїд (1759—1760)
- Масад ібн Саїд (1760—1770)
- Ахмад ібн Саїд (1770)
- Абдулла IV ібн Хусейн (1770—1773)
- Сурур ібн Масад (1773—1788)
- Абдул Муїн ібн Масад (1788)
- Галіб ібн Масад (1788—1803)
- Яґ'я ібн Сурур (1803—1813)
- Галіб ібн Масад (1813—1827)
- Абдул Муталіб ібн Галіб (1827)
- Мухаммед ібн Абдул Муїн (1827—1836)
- не було шарифів (1836—1840)
- Мухаммад ібн Абдул Муїн (1840—1851)
- Абдул Муталіб ібн Галіб (1851—1856)
- Мухаммад ібн Абдул Муїн (1856—1858)
- Абдулла Каміл Паша ібн Мухаммед (1858—1877)
- Аль-Хусейн ібн Мухаммед (1877—1880)
- Абдул Муталіб ібн Галіб (1880—1882)
- Аун ар-Рафік Паша ібн Мухаммед (1882—1905)
- Алі Паша ібн Абдулла (1905—1908)
- Хусейн Паша ібн Алі (1908—1916)
- Алі Гайдар Паша (1916)
- Хусейн бін Алі (1916—1925)
- Алі бін Хусейн (1925)

## Економіка
Основний дохід становили прочани, які прибували до Мекки. більшість населення працювала на забезпеченні перебування їх у Мецці. також під час хаджу прочани залишали чималі кошти. Крім того, мекканці займалися посередницькою торгівлею між Єменом та Єгиптом і Палестиною. Проте тривалі війни з початку XIX ст. завдали значної шкоди торгівлі.